# DMS-59

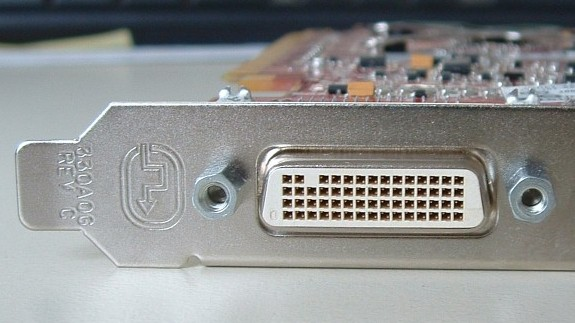
DMS-59 csatlakozó

DMS-59 csatlakozó tűkiosztás

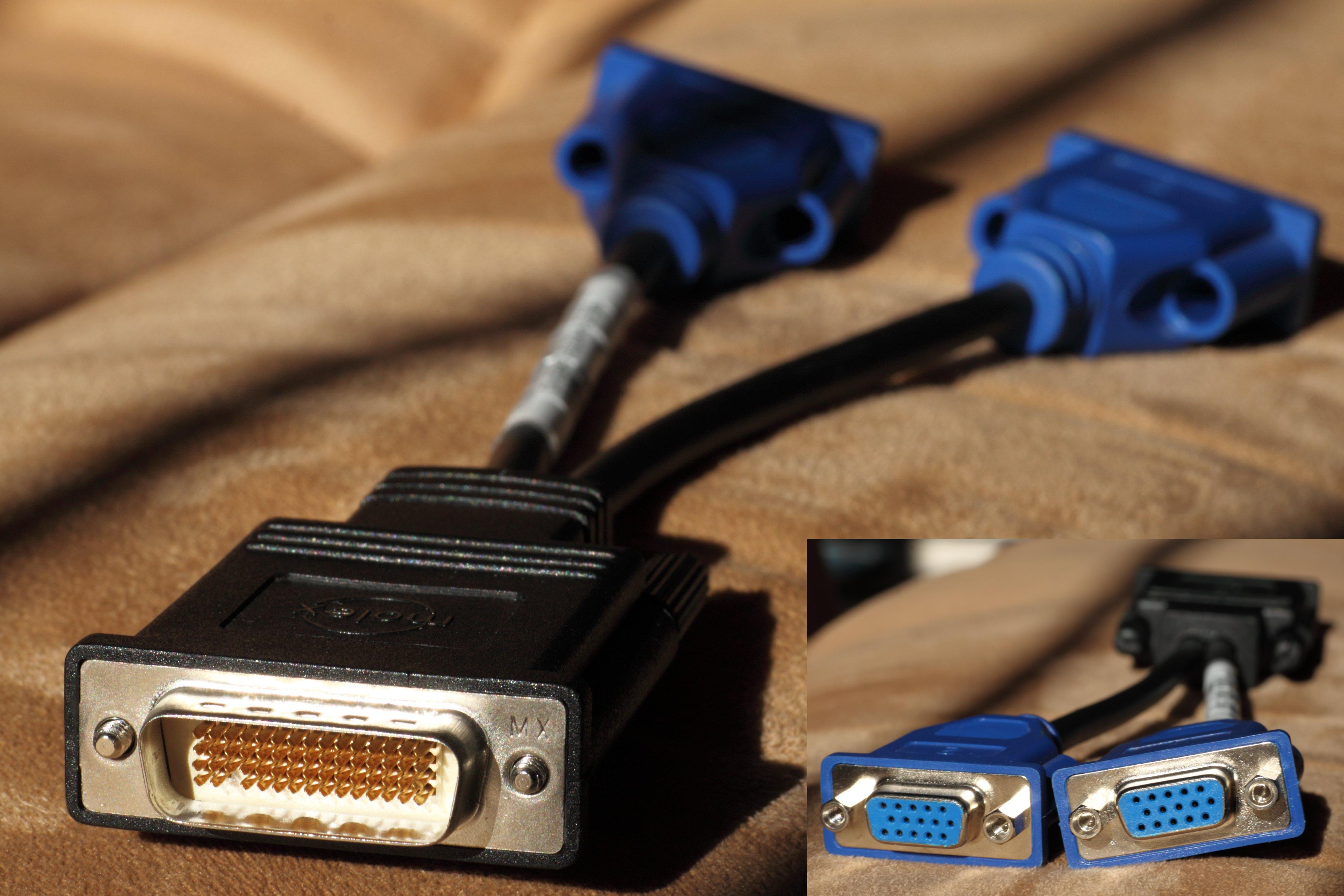
DMS-59 – dupla VGA adapter

A DMS-59 (azaz angolul: Dual Monitor Solution, 59 pins) egy ma már elavult videókártya csatlakozó, mely egy Y-adapterkábel segítségével két DVI-I (digitális) vagy két VGA (analóg), illetve akár két DisplayPort kimenettel két monitorra csatlakozik. A D-alakú, alul keskenyebb csatlakozó 4 tű magas és 15 tű széles, alján egy tű hiánnyal. Az eredeti gyártója, a Molex "elavult" ("obsolete") besorolással látta el és jelenleg nem gyártja.

## Használat
Az ATI FireMV modelljeiben, az Nvidia és a Matrox Lenovo ThinkStation grafikai munkaállomásokba szánt (és Lenovo márkanéven kiadott) megoldásai, illetve egyes Dell, HP, Compaq és Sun számítógépmodellek alkalmazták a DMS-59 csatlakozót.
A korábbi években előnynek számított, hogy ún. alacsony-profilú videókártyák is képesek voltak révén két nagy felbontású monitort kezelni (két DVI-csatlakozó ugyanis fizikailag nem fért el rajtuk). A HDMI-csatlakozó lényegesen kisebb mérete, illetve az a tény, hogy a jelenlegi videókártyák többségét már 2-4 HDMI-porttal is szerelik, feleslegessé tette a DMS-59 használatát.